# Serlin Spur
Die Serlin Spur ist ein schmaler und hauptsächlich verschneiter Gebirgskamm nahe der Hobbs-Küste des westantarktischen Marie-Byrd-Lands. Er ragt 6 km südlich des Bowyer Butte auf und erstreckt sich von der Wasserscheide zwischen dem Johnson- und dem Venzke-Gletscher ostwärts in den oberen Abschnitt des letzteren Gletschers.
Der United States Geological Survey kartierte ihn anhand eigener Vermessungen und Luftaufnahmen der United States Navy aus den Jahren von 1959 bis 1965. Das Advisory Committee on Antarctic Names benannte ihn im Jahr 1974 nach Ronald C. Serlin, Ionosphärenphysiker auf der Siple-Station von 1969 bis 1970.